# Under the Stars and Stripes
Under the Stars and Stripes è un cortometraggio muto del 1910 diretto da Frank Beal.

## Produzione
Il film fu prodotto dalla Selig Polyscope Company.

## Distribuzione
Distribuito dalla General Film Company, il film - un cortometraggio di un rullo - uscì nelle sale cinematografiche statunitensi il 13 gennaio 1910.